# Сибія рудолоба

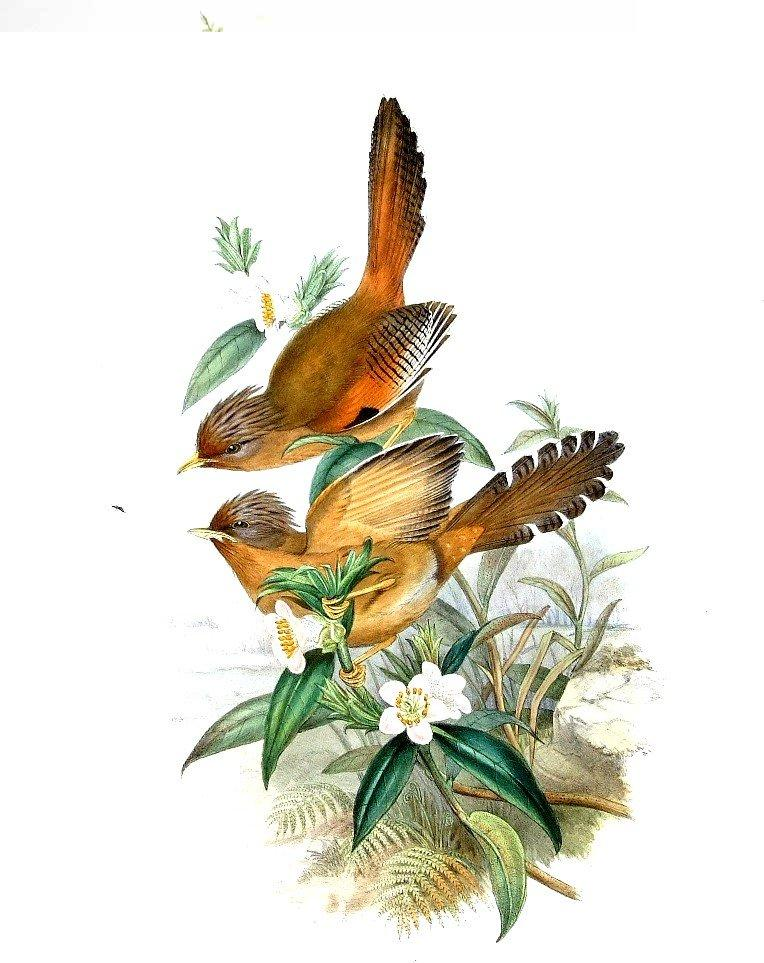
Рудолобі сибії

Си́бія рудолоба (Actinodura egertoni) — вид горобцеподібних птахів родини Leiothrichidae. Мешкає в Гімалаях і горах Південно-Східної Азії.

## Підвиди
Виділяють чотири підвиди:
- A. e. egertoni Gould, 1836 — Непал, Сіккім, Бутан, північний Ассам, південно-східний Тибет;
- A. e. lewisi Ripley, 1948 — північно-східний Ассам (гори Мішмі[en]);
- A. e. khasiana Godwin-Austen, 1876 — Мегхалая, південний Ассам, Нагаленд і Маніпур;
- A. e. ripponi Ogilvie-Grant & La Touche, 1907 — від західного Юньнаню і південного заходу Гуансі до південно-західної М'янми.

## Поширення і екологія
Рудолобі сибії мешкають в Індії, Непалі, Бутані, Китаї і М'янмі. Вони живуть у вологих гірських тропічних лісах і високогірних чагарникових заростях. Зустрічаються на висоті від 600 до 2600 м над рівнем моря. Живляться безхребетними і ягодами. Сезон розмноження триває з квітня до липня.